# Kwarcytne
Kwarcytne (ukr. Кварцитне) – osiedle typu miejskiego na Ukrainie w rejonie korosteńskim obwodu żytomierskiego.
Do 2024 roku miejscowość nosiła nazwę Perszotrawnewe (ukr. Першотравневе).
Znajduje tu się stacja kolejowa Towkacziwśkyj, położona na linii Kalinkowicze – Korosteń.
W 1989 liczyło 3144 mieszkańców.
W 2013 liczyło 2492 mieszkańców.